# Энку

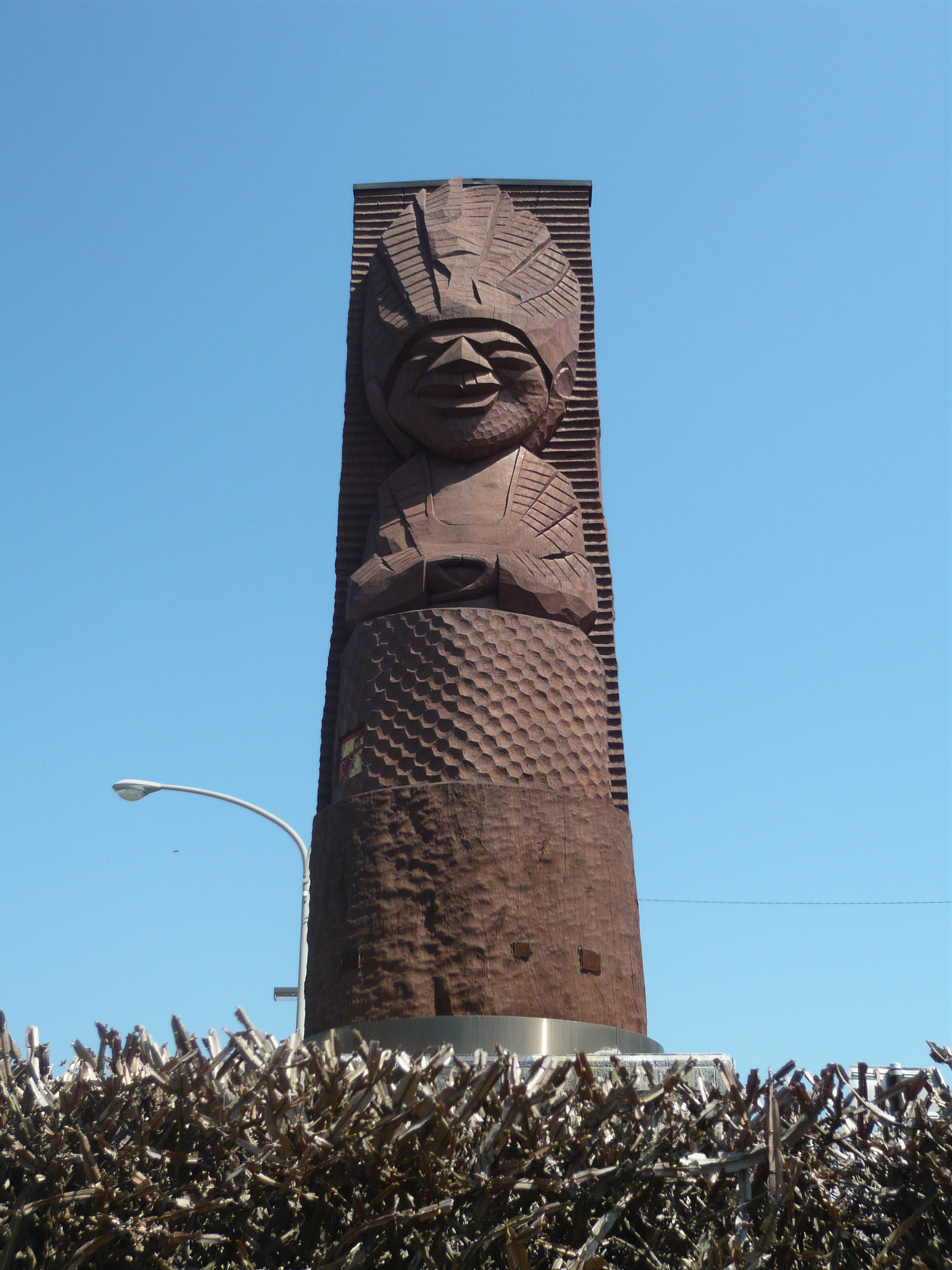
Памятник Энку у вокзала города Гифу

Энку (яп. 円空 Энку:, род. 1632 г. — ум. 1695 г.) — японский буддийский монах школы Тэндай и скульптор начала периода Эдо.

## Жизнь и творчество
Энку родился в провинции Мино, ныне префектура Гифу. Жизнь свою он посвятил странствованиям по Японии и паломничеству к святым местам, во время которых помогал в пути бедным и страдающим людям. Согласно преданиям, за время своих путешествий вырезал из дерева 120 000 статуй и статуэток Будды, из которых ни одна не повторяла другую. Многие его работы грубо вырезаны из пней или кусков дерева, вырублены несколькими ударами топора. Некоторые статуи Энку служат в молениях об умерших членах семей, их процветании в потусторонней жизни. Тысячи этих скульптур можно и в наши дни увидеть по всей Японии; особенно же часто они встречаются в префектуре Гифу.
Отголоски творчества Энку искусствоведы находят в работах скульптора XVIII—XIX веков Мокудзики.